# Franck Passi
Franck Passi (Bergerac, 28 marzo 1966) è un allenatore di calcio ed ex calciatore francese.

## Biografia
È il fratello di un altro ex calciatore, il nazionale francese Gèrald Passi.

## Carriera

### Calciatore

#### Club
Ha giocato per varie compagini francesi come il Montpellier(1983-1986), l'Olympique Marsiglia (1986-1988), il Tolosa (1988-1990), Sporting Toulon Var (1990-1993) e il Monaco (1993-1994). Poi ha giocato in Spagna con il Compostela (1994-1999) ed ha terminato la carriera in Inghilterra con il Bolton giocando con gli inglesi dal 1999 al ritiro nel 2001.

### Allenatore
Ha lavorato come osservatore e talent scout per uno dei suoi vecchi club, Olympique Marsiglia, tra il 2007 e il 2010, prima di diventare allenatore della squadra riserve del club nel maggio 2010. Nel 2012 ha ottenuto una nuova promozione, questa volta come assistente dell'allenatore Élie Baup. Dopo la partenza di Baup nel dicembre 2013 ha continuato a svolgere il ruolo di assistente con José Anigo, così come con l'allenatore argentino Marcelo Bielsa.
L'8 agosto 2015, a seguito delle dimissioni di Bielsa, è stato nominato allenatore ad interim del club. Il 19 aprile 2016, dopo l'esonero di Míchel che era subentrato all'allenatore argentino, è stato nominato nuovamente allenatore ad interim. Ha condotto i marsigliesi alla finale di Coppa di Francia dopo nove anni, ma ha perso per 4-2 contro il PSG. In campionato la squadra non è andata oltre il 13º posto, peggiore piazzamento in Ligue 1 degli ultimi quindici anni.
È stato poi confermato per la stagione successiva, ma il 20 ottobre 2016, dopo la nona giornata, è stato esonerato dopo aver accolto 13 punti in 9 partite.
Il 14 febbraio 2017 è divenuto il nuovo allenatore del Lilla dopo la venticinquesima giornata. Ha guidato la squadra sino al termine della stagione.
Il 13 ottobre 2018 diventa vice di Thierry Henry al Monaco, sostituendolo ad interim dopo il suo esonero il 24 gennaio 2019 e fino alla nomina di Leonardo Jardim.